# J'ai grandi
J'ai grandi est un récit autobiographique de Christian Garcin paru en 2006 aux éditions Gallimard dans la collection L'un et l'autre.
Il a été sélectionné dans les 10 ouvrages en lice pour le Prix France Culture-Télérama 2006 et a obtenu le Prix Symboles de France 2006.

## Résumé
Christian Garcin parcourt les lieux de son enfance - Agde, Prads, Marseille - à la recherche de l'enfant qu'il fut et de ce qu'il reste de son enfance. Appartements successifs, maisons familiales, rues et écoles dans lesquels l'auteur a grandi et qui ont contribué à faire de lui ce qu'il est. Tout comme les êtres, parents, proches ou figures un temps croisées, et qu'il fait ressurgir en ces lieux. Tout comme les lectures, à ces lieux elles aussi associées, et qui à leur tour ont laissé leur empreinte et l'ont formé.

## Éditions
- J'ai grandi, Paris, éditions Gallimard, 2006.

## Prix
J'ai grandi a obtenu le prix Symboles de France 2006.